# Врачово (Большедворское сельское поселение)
Врачово — деревня в Большедворском сельском поселении Бокситогорского района Ленинградской области.

## История
ВРАЧЕВО (ПОРЕЧЬЕ, ЗАРУЧЕВЬЕ) — деревня Бередниковского общества, прихода Озерского погоста. Река Тихвинка.

Крестьянских дворов — 25. Строений — 48, в том числе жилых — 36. Мелочная лавка. Жители занимаются рубкой, возкой и сплавом леса.

Число жителей по семейным спискам 1879 г.: 66 м. п., 83 ж. п.; по приходским сведениям 1879 г.: 62 м. п., 78 ж. п.

Сборник Центрального статистического комитета описывал её так:

ЯЗВИНА (ВРАЧЕВА) — деревня бывшая государственная при реке Тихвинке, дворов — 32, жителей — 192; часовня, лавка. (1885 год)

В конце XIX века — начале XX века деревня административно относилась к Деревской волости 5-го земского участка 3-го стана Тихвинского уезда Новгородской губернии.
В начале XX века близ деревни находился жальник.

ВРАЧЕВО (ПОРЕЧЬЕ, ЗАРУЧЕВЬЕ) — деревня Бередниковского сельского общества, число дворов — 39, число домов — 59, число жителей: 102 м. п., 96 ж. п.;
 
Занятия жителей — земледелие. Река Тихвинка и колодец. Смежна с дер. Язжино. (1910 год)

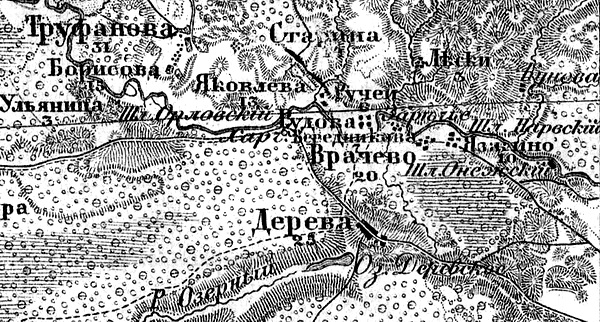
Деревня Врачово на карте 1913 года

Согласно карте Новгородской губернии 1913 года, деревня называлась Врачево насчитывала 20 крестьянский дворов.
С 1917 по 1918 год деревня входила в состав Деревской волости Тихвинского уезда Новгородской губернии.
С 1918 года, в составе Череповецкой губернии.
С 1924 года, в составе Пикалёвской волости.
С 1927 года, в составе Труфановского сельсовета Пикалёвского района.
С 1932 года, в составе Ефимовского района.
По данным 1933 года деревня называлась Врачово-Поречье и входила в состав Труфановского сельсовета Ефимовского района.
С 1938 года, в составе Тихвинского района.
В 1940 году население деревни составляло 161 человек.
С 1952 года, в составе Бокситогорского района.
С 1963 года, вновь составе Тихвинского района.
С 1965 года вновь в составе Бокситогорского района. В 1965 году население деревни составляло 68 человек.
По данным 1966 и 1973 годов деревня Врачево также входила в состав Труфановского сельсовета Бокситогорского района.
По данным 1990 года деревня Врачево входила в состав Большедворского сельсовета.
В 1997 году в деревне Врачёво Большедворской волости проживали 26 человек, в 2002 году — 24 человека (все русские). 
В 2007 году в деревне Врачово Большедворского СП проживали 12 человек, в 2010 году — 11.

## География
Деревня расположена в северо-западной части района к северу от автодороги 41К-035 (Большой Двор — Самойлово).
Расстояние до административного центра поселения — 27 км.
Расстояние до ближайшей железнодорожной станции Большой Двор — 28 км.
Через деревню протекает река Тихвинка.

## Демография
| 1997 | 2002 | 2007 | 2010 | 2017 |
| ---- | ---- | ---- | ---- | ---- |
| 26   | ↘24  | ↘12  | ↘11  | ↘8   |